# WTA Shenzhen Open 2015
Shenzhen Open 2015 (відомий як Shenzhen Gemdale Open 2015 за назвою спонсора) — тенісний турнір, що походив на відкритих кортах з твердим покриттям. Це був третій турнір Шеньчжень Open. Належав до Турніри WTA International в рамках Туру WTA 2015. Відбувся в Shenzhen Longgang Sports Center у Шеньчжені (Китай). Тривав з 4 до 10 січня 2015 року.

## Очки і призові

### Нарахування очок
| Дисципліна       | П   | Ф   | ПФ  | ЧФ | 1/8 | 1/16 | Q   | Q2  | Q1  |     |
| Одиночний розряд | 280 | 180 | 110 | 60 | 30  | 1    | 18  | 12  | 1   |     |
| Парний розряд    | 280 | 180 | 110 | 60 | 1   | Н/Д  | Н/Д | Н/Д | Н/Д | Н/Д |

### Призові гроші
| Дисципліна       | П        | Ф       | ПФ      | ЧФ     | 1/8    | 1/161  | Q2     | Q1     |
| Одиночний розряд | $111,163 | $55,323 | $29,730 | $8,934 | $4,928 | $3,199 | $1,852 | $1,081 |
| Парний розряд *  | $17,724  | $9,222  | $4,951  | $2,623 | $1,383 | Н/Д    | Н/Д    | Н/Д    |

1 Кваліфаєри отримують і призові гроші 1/16 фіналу

* на пару

## Учасниці основної сітки в одиночному розряді

### Сіяні учасниці
| Країна    | Гравчиня           | Рейтинг1 | Сіяна |
| --------- | ------------------ | -------- | ----- |
| Румунія   | Сімона Халеп       | 3        | 1     |
| Чехія     | Петра Квітова      | 4        | 2     |
| КНР       | Пен Шуай           | 22       | 3     |
| Казахстан | Заріна Діяс        | 32       | 4     |
| Чехія     | Клара Коукалова    | 39       | 5     |
| Румунія   | Ірина-Камелія Бегу | 40       | 6     |
| Румунія   | Моніка Нікулеску   | 46       | 7     |
| Швейцарія | Тімеа Бачинскі     | 47       | 8     |

- 1 Рейтинг подано станом на 5 січня 2015.

### Інші учасниці
Нижче наведено учасниць, які отримали вайлдкард на участь в основній сітці:
- Дуань Інін
- Наталія Віхлянцева

Нижче наведено гравчинь, які пробились в основну сітку через стадію кваліфікації:
- Чагла Бююкакчай
- Ольга Говорцова
- Александра Крунич
- Чжу Лінь

### Відмовились від участі
До початку турніру
- Сорана Кирстя (травма плеча) → її замінила  Тімеа Бабош

### Знялись
- Віра Звонарьова (травма поперекового відділу хребта)

## Учасниці основної сітки в парному розряді

### Сіяні пари
| Країна            | Гравчиня                | Країна  | Гравчиня                | Рейтинг1 | Сіяна |
| ----------------- | ----------------------- | ------- | ----------------------- | -------- | ----- |
| КНР               | Пен Шуай                | КНР     | Сюй Їфань               | 76       | 1     |
| Іспанія           | Лара Арруабаррена       | Румунія | Ірина-Камелія Бегу      | 119      | 2     |
| Іспанія           | Анабель Медіна Гаррігес | Іспанія | Марія Тереса Торро Флор | 122      | 3     |
| Китайський Тайбей | Чжань Цзіньвей          | Грузія  | Оксана Калашникова      | 158      | 4     |

- 1 Рейтинг подано станом на 29 грудня 2014

### Відмовились від участі
Під час турніру
- Віра Звонарьова (травма поперекового відділу хребта)

## Переможниці та фіналістки

### Одиночний розряд
- Сімона Халеп —  Тімеа Бачинскі, 6–2, 6–2

### Парний розряд
- Людмила Кіченок /  Надія Кіченок —  Лян Чень /  Ван Яфань, 6–4, 7–6(8–6)